# اتاقی با یک منظره
اتاقی با منظره (به انگلیسی: A Room with a View) رمانی است که از ای. ام. فورستر (E. M. Forster)، نویسندهٔ اهل انگلستان. این کتاب به‌دست محمد تهرانی به فارسی برگردانده شد.